# (7032) Hitchcock
(7032) Hitchcock est un astéroïde de la ceinture principale.

## Description
(7032) Hitchcock est un astéroïde de la ceinture principale. Il fut découvert par Yoshisada Shimizu et Takeshi Urata le 3 novembre 1994 à l'observatoire de Nachikatsura. Il présente une orbite caractérisée par un demi-grand axe de 2,2888 UA, une excentricité de 0,0923 et une inclinaison de 3,2968° par rapport à l'écliptique.
Il fut nommé en hommage au réalisateur et producteur de films Alfred Hitchcock (1899-1980), américain né au Royaume-Uni.

## Compléments